# Pergine Valdarno
Pergine Valdarno (výslovnost: / pɛrʤine /) je část italské obce Laterina Pergine Valdarno v provincii Arezzo v Toskánsku . Do 31. prosince 2017 to byla Autonomní obec, včetně oblastí Montalto, Pieve a Presciano a Poggio Bagnoli .

## Fyzická geografie
Území Pergine Valdarno leží téměř uprostřed geografického trojúhelníku provincií Arezzo, Siena a Florencie a zabírá část kopcovitého systému mezi Valdarno a Valdichiana nalevo od řeky Arno .

## Obyvatelstvo
Podle údajů žilo v Pergine Valdarno 31. 2. 2017 3 128 obyvatel .

### Etnické a cizí menšiny
Podle údajů ISTAT k 31. prosinci 2010 činilo cizí obyvatelstvo pobývající ve tehdejší obci Pergine Valdarno 205 osob.

## Ekonomika
V horní části Pergine Valdarna je řada zdrojů kyselých minerálních vod bohatých na oxid uhličitý. Z jednoho z nich začalo průmyslové využívání oxidu uhličitého (běžně nazývaného kyselina uhličitá) ve druhé polovině minulého století.

## Partnerská města
- Bystré, Česko